# Live at Watkins Glen
| Críticas profissionais | Críticas profissionais |
| Avaliações da crítica  | Avaliações da crítica  |
| Fonte                  | Avaliação              |
| ---------------------- | ---------------------- |
| allmusic               | 2 de 5 estrelas.       |

Live at Watkins Glen é um álbum ao vivo do The Band. Lançado pela Capitol Records em 1995, é o registro da participação do grupo no festival musical Summer Jam at Watkins Glen, realizado na vila de Watkins Glen no Condado de Schuyler, Nova York, em 28 de julho de 1973.

## Faixas
1. "Back to Memphis"
2. "Endless Highway"
3. "I Shall Be Released"
4. "Loving You Is Sweeter than Ever"
5. "Too Wet to Work"
6. "Don't Ya Tell Henry"
7. "The Rumor"
8. "Time to Kill"
9. "Jam"
10. "Up on Cripple Creek"

## Créditos
- Rick Danko – baixo, vocais
- Levon Helm – bateria, bandolim, vocais
- Garth Hudson – órgão, clavinete
- Richard Manuel – piano, clavinete, bateria, vocais
- Robbie Robertson – guitarra